# Chorizopes bengalensis
Chorizopes bengalensis là một loài nhện trong họ Araneidae.
Loài này thuộc chi Chorizopes. Chorizopes bengalensis được Benoy Krishna Tikader miêu tả năm 1975.